# Тирана (аеропорт)
Міжнародний аеропорт Тирани імені матері Терези (алб. Aeroporti Ndërkombëtar i Tiranës Nënë Tereza), (IATA: TIA, ICAO: LATI) — один з двох міжнародних цивільних аеропортів Албанії. Розташований за 11 кілометрів на північний захід від столиці Тирани і відомий також як Міжнародний аеропорт Рінас за назвою найближчого села.

## Історія та загальні відомості
Аеропорт був побудований за два роки — з 1955 по 1957-й. У 2001 році названий на честь блаженної матері Терези.
З 2005 по 2008 роки у Міжнародному аеропорті Тирани проводилися роботи з реконструкції та модернізації інфраструктури, у результаті яких максимальна пропускна здатність повітряної гавані була збільшена до 1,8 мільйона пасажирів на рік. При цьому, за твердженням фахівців, цієї пропускної здатності буде достатньо для планованого збільшення пасажиропотоку напередодні спрощення процедури в'їзду жителів Албанії до країн Шенгенської зони.

## Інфраструктура
23 квітня 2005 Міжнародний аеропорт Тирани перейшов у тимчасове управління німецької компанії Hochtief AirPort у рамках двадцятирічної угоди з урядом Албанії.
Згідно з укладеною угодою, Hochtief AirPort з 2005 року звела нову будівлю пасажирського терміналу, модернізувала аеровокзальний комплекс, збудувала нові під'їзні дороги до терміналів, створила нові паркувальні місця, а також з'єднала мостом термінали з колишньою автотрасою. Внаслідок цього пасажирський трафік через аеропорт істотно зріс, досягнувши позначки у 1,5 мільйона пасажирів за підсумками 2009 року.
У будівлі терміналу Міжнародного аеропорту Тирани доступний безкоштовний WiFi, поруч з виходом з зони прибуття до послуг пасажирів пункт прокату автомобілів. В аеропорту доступні послуги маршрутних автобусів, таксі, працює стійка інформації.

## Авіакомпанії та напрямки
Наступні авіакомпанії здійснюють постійні та сезонні регулярні та чартерні рейси до та з Тирани станом на березень 2023 року:
| Авіакомпанія                   | Пункт призначення |
| ------------------------------ | --- |
| Aegean Airlines                | Афіни Сезонний: Іракліон |
| AeroItalia                     | Бергамо (з 27 березня 2023) Сезонний: Форлі (з 7 квітня 2023) |
| Air Albania                    | Афіни, Болонья, Верона, Лондон-Станстед, Мілан-Мальпенса, Піза, Рим-Ф'юмічіно, Стамбул Сезонний: Анталія, Бергамо Сезонний чартер: Лісабон (з 25 червня 2023), Порту (з 25 червня 2023) |
| Air Cairo                      | Сезонний чартер Каїр, Хургада, Шарм-ель-Шейх |
| Air France                     | Сезонний: Париж-Шарль де Голль |
| Air Serbia                     | Белград |
| Albawings                      | Анкона, Барі, Бергамо, Болонья, Венеція, Верона, Генуя, Мілан-Мальпенса, Перуджа, Піза Сезонний: Лондон-Станстед |
| Austrian Airlines              | Відень |
| British Airways                | Лондон-Гітроу |
| Buzz                           | Сезонний чартер: Вроцлав, Катовиці, Познань, |
| Corendon Airlines              | Сезонний чартер: Анталія, Бодрум |
| easyJet                        | Женева, Лондон-Гатвік |
| Enter Air                      | Сезонний чартер: Варшава-Шопен,Вроцлав, Катовиці |
| Eurowings                      | Сезонний:Дюссельдорф, Кельн/Бонн, Штутгарт |
| flydubai                       | Дубай |
| flynas                         | Сезонний: Даммам (з 21 червня 2023), Джидда, Ріяд |
| Freebird Airlines              | Сезонний чартер: Анталія, Бодрум |
| Iberia                         | Сезонний: Мадрид (з 20 червня 2023) |
| Israir Airlines                | Сезонний: Тель-Авів (поновлюється 26 травня 2023) |
| ITA Airways                    | Рим-Ф'юмічіно |
| Jazeera Airways                | Сезонний: Кувейт (з 9 травня 2023) |
| LOT Polish Airlines            | Сезонний: Варшава-Шопен, Варшава-Радом (з 11 червня 2023) Сезонний чартер: Катовиці |
| Lufthansa                      | Мюнхен, Франкфурт |
| Norwegian Air Shuttle          | Сезонний: Копенгаген, Осло-Гардермуен |
| Pegasus Airlines               | Стамбул-Сабіха Гьокчен Сезонний чартер: Анталія |
| Scandinavian Airlines          | Сезонний чартер: Копенгаген, Осло-Гардермуен, Стокгольм-Арланда |
| Smartwings                     | Сезонний: Прага Сезонний чартер: Братислава (з 19 червня 2023), Брно (з 12 червня 2023), Гданськ, Катовиці, Прага (з 8 червня 2023), Жешув, Вільнюс, Варшава-Шопен |
| Swiss International Air Lines  | Цюрих |
| Transavia                      | Сезонний: Париж-Орлі |
| TUI fly Belgium                | Брюссель |
| Ukraine International Airlines | Сезонний чартер: Краків |
| Wizz Air                       | Абу-Дабі, Анкона, Афіни, Барселона, Барі, Базель, Бове, Бергамо, Берлін-Бранденбург, Болонья, Бріндізі (з 3 липня 2023), Будапешт, Верона, Відень, Катанія, Шарлеруа, Кельн/Бонн, Даммам (з 17 квітня 2023), Дортмунд, Ейндговен, Генуя, Франкфурт-Ган, Гамбург, Карлсруе/Баден-Баден, Ламеція-Терме (з 3 липня 2023), Лондон-Лутон, Ліон, Мадрид, Меммінгем, Мілан-Мальпенса, Неаполь (х 17 квітня 2023), Ніцца, Нюрнберг, Перуджа, Пескара, Піза, Ріміні, Рим-Ф'юмічіно, Саннефйорд, Стокгольм-Скавста, Тревізо, Трієст (з 3 липня 2023), Турин Сезонний: Варшава-Шопен, ВроцлавГданськ (з 6 липня 2023), Катовиці, Мальме, Познань] (з 4 липня 2023) |